# Ylin-Ylan
Ylin-Ylan es un personaje de ficción que aparece en los libros Los Chasch y Los Wankh del ciclo de Tschai, escritos en 1968 y 1969 por Jack Vance. Es una noble de la estirpe de los yao dorados.

## Argumento
Ylin-Ylan era hija de Cizante, el señor del Jade Azul. Fue secuestrada de su casa por las sacerdotisas del culto para su rito anual. De camino al santuario fue salvada por Adam Reith, que la llevó hasta Pera. Desde allí utilizan una plataforma para viajar hasta Cath, pero el vehículo se estropea y se quedan en Coad, al otro lado del mar. Allí se encuentran con Dordolio, un yao que busca a Ylin-Ylan. Embarcan para Cath, y durante el viaje, la visión de Reith besando a otra chica hace que Ylin-Ylan entre en el awaile, un éxtasis asesino provocado por la vergüenza al que son muy dados los yao, y acaba tirándose por la borda, muriendo ahogada.
- Datos: Q6170055